# 비트롤 (오트잘프주)

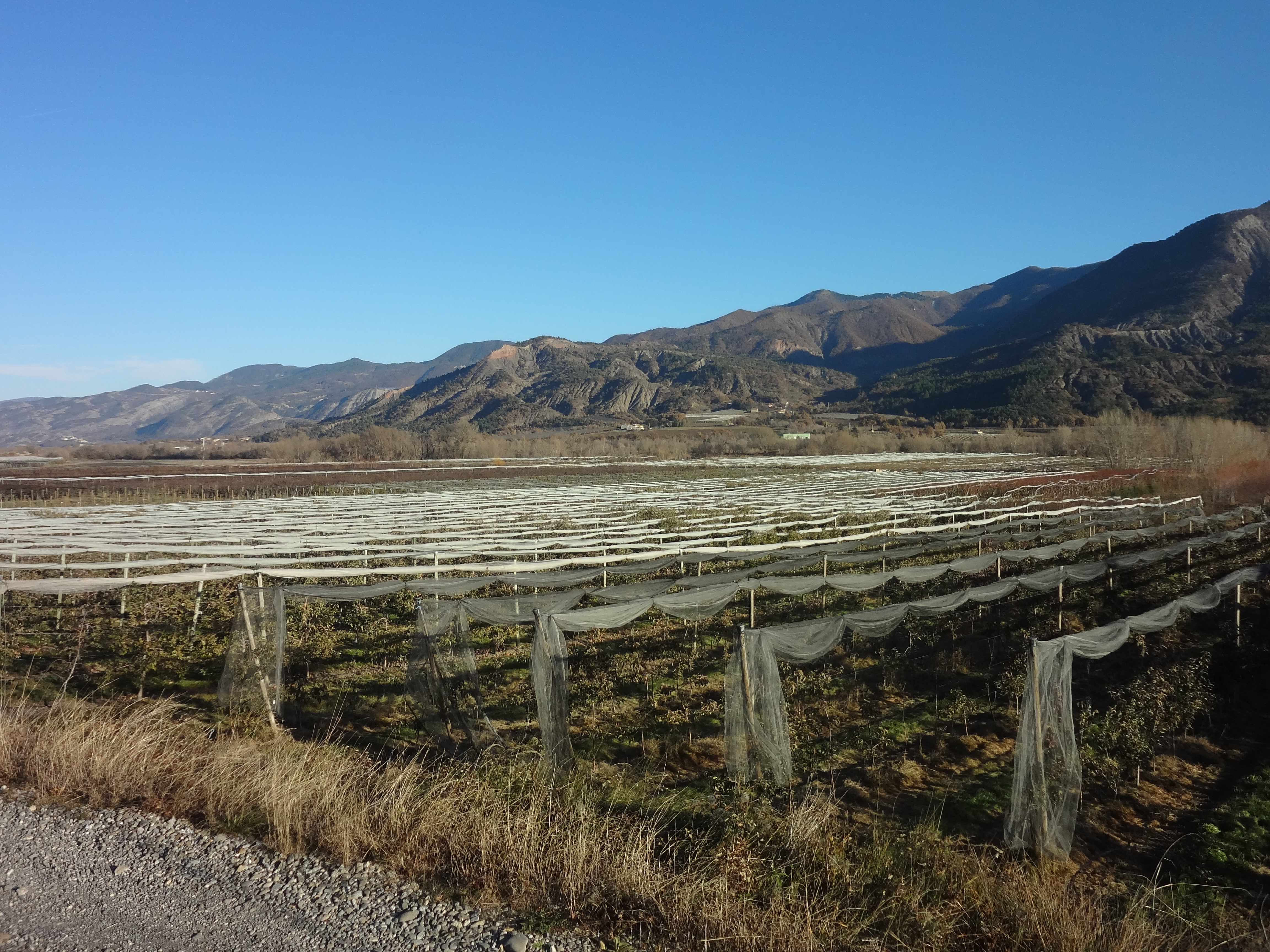
비트롤

비트롤(프랑스어: Vitrolles)은 프랑스 남부 프로방스알프코트다쥐르 오트잘프주에 위치한 코뮌으로 면적은 14.62km2, 인구는 206명(2008년 기준), 인구 밀도는 14명/km2이다.

시 문장

## 같이 보기
- 오트잘프주의 코뮌 목록